# Norbert Kleider
Norbert Kleider (* 2. September 1951) ist ein ehemaliger deutscher Fußballtorwart und jetziger Torwarttrainer.

## Karriere
Kleider spielte bereits in der Jugend des 1. FC Schweinfurt 05, bevor er den Sprung in die 1. Mannschaft des Vereins schaffte. Nach fünf Jahren in Schweinfurt wechselte Kleider zum FC Bayern Hof, wo er drei Jahre in der 2. Bundesliga spielte. Er absolvierte 64 Spiele und wechselte anschließend zum TSV 1860 München, für den er in seiner ersten Saison fünf Spiele in der Bundesliga bestritt. Nach zwei weiteren Jahren bei den Löwen als Stellvertreter von Thomas Zander und fünf weiteren Spielen, die er nach dem Abstieg des Vereins in der 2. Liga absolvierte, zog es ihn zurück zu seinem alten Verein, dem 1. FC Schweinfurt.
In Schweinfurt beendete er 1985 seine Karriere als Spieler, anschließend wurde er dort Torwarttrainer. Daneben fährt Kleider seit vielen Jahren den Mannschaftsbus zu den Auswärtsspielen der ersten Mannschaft des FC Schweinfurt 05.